# Schömberg (Weida)
Schömberg ist ein Ortsteil der Stadt Weida im Landkreis Greiz in Thüringen.

## Geographie
Schömberg liegt im Zentrum des Landkreises Greiz und im Westen der Stadt Weida, unweit der Aumatalsperre.

## Geschichte
1209 wurde Schömberg erstmals als Schoneberg urkundlich benannt. Noch 1819 wurde „der Ort am Aumabach“ als Schönberg benannt, hatte 135 Einwohner, gehörte zum Amt Weida und war kirchenpolitisch ein Filialdorf von Steinsdorf.1 Die Dorfkirche ist in ihren wesentlichen Teilen romanischen Ursprungs. Das Straßendorf umfasste 1905 eine Fläche von 297 ha. Seit 1991 gehörte Schömberg zur Verwaltungsgemeinschaft Leubatal. Diese wurde am 31. Dezember 2013 aufgelöst und Schömberg wurde gleichzeitig nach Weida eingemeindet.

### Einwohnerentwicklung
Entwicklung der Einwohnerzahl (31. Dezember):
| - 1994 - 117 - 1995 - 123 - 1996 - 117 - 1997 - 124 - 1998 - 126 - 1999 - 121 | - 2000 - 128 - 2001 - 124 - 2002 - 121 - 2003 - 119 - 2004 - 116 - 2005 - 113 | - 2006 - 116 - 2007 - 109 - 2008 - 115 - 2009 - 115 - 2010 - 115 - 2011 - 109 | - 2012 - 109 |

 Datenquelle: Thüringer Landesamt für Statistik

## Politik
Bürgermeister ist Wolfgang Schumann (parteilos). Im Gemeinderat sitzen vier ebenfalls parteilose Abgeordnete und ein Vertreter des Feuerwehrvereins Schömberg.